# CORO1B
CORO1B‏ (None) هوَ بروتين يُشَفر بواسطة جين CORO1B في الإنسان.